# Io monaca... per tre carogne e sette peccatrici
Io monaca... per tre carogne e sette peccatrici es una película italiana de 1972 que traducido al español sería "Una monja... para tres soplones y siete pecadoras". 
En EE. UU. salió en 1973 con el título The Big Bust Out, y con una duración de tan sólo 75 minutos, siendo la versión italiana de 92 minutos. Internacionalmente, también se ha conocido con el título en inglés "Crucified Girls of San Ramon". En la República Federal Alemana, donde se rueda parte de la película, salió con el título "Ich, die Nonne und die Schweinehunde" y también con menor duración.
El director de la película es Richard Jackson, también conocido por su nombre de procedencia alemana, Ernst R. von Theumer, quien también dirigió películas como "001, operación Caribe" (1965), "Totenschmecker, Die " (1979), "Euer Weg führt durch die Hölle" (1984) "Red Heat" (1985) y "Hell Hunters" (1986). 
La película, básicamente, es del género W.I.P. (Women In Prison - Mujeres En Prisión), que como en muchas de este tipo de películas, siempre hay una cierta carga de erotismo mayor o menor. Italia se especializó en este tipo de películas durante los años 70, pero no tuvieron el éxito que si tuvo con el género del Spaghetti Western. Como ocurría en este género, parte del reparto es de nacionalidad estadounidense.
Entre los actores y actrices de renombre del reparto esta Vonetta McGee, Gordon Mitchell y Tony Kendall.

## Argumento
Las mujeres de una cárcel, son acosadas por sus sádicas carceleras, especialmente por la alcaide. La monja "hermana María" para evitar este mal trato, las asigna tareas en el convento, pero serán vigiladas por unos árabes. Una vez allí, 7 mujeres, cuando tienen la oportunidad, arrebatan unas armas a unos árabes y deciden escaparse. La hermana María, que se siente responsable, va con ellas. Las 8 irán vestidas de monjas, pues las 7 presas les han quitado los hábitos a las otras monjas.